# Никоноров, Борис Викторович
Борис Викторович Никоноров (род. 3 апреля 1989, Фоминское, Ярославская область) — российский футболист, игрок в пляжный футбол, а также футбольный функционер. Нападающий и капитан московского «Локомотива», двукратный чемпион России. Игрок сборной России. Чемпион мира 2021 года, победитель Евролиги и Межконтинентального кубка. Мастер спорта России международного класса.

## Карьера
Борис Никоноров родился в 1989 году в поселке Фоминское Ярославской области. Изначально занимался футболом в простой сельской команде, где не было разделений по возрасту. В 14 лет, оставив родителей, переехал в Ярославль к бабушке, где поступил в футбольную академию местного «Шинника». Начал заниматься футболом под руководством тренера Владимира Александровича Городкова. По окончании футбольной школы Никонорова не взяли в дубль «Шинника».
После этого играл в футбол на любительском уровне: летом играл в большой футбол в чемпионате Ярославля за «Нефтяник», зимой — в мини-футбол за тот же «Нефтяник» и за «Подводник». Параллельно работал на заводе «Ярославнефтеоргсинтез» оператором технологической установки. В 2012 году выступал в любительском первенстве МФФ «Золотое Кольцо» за вичугский «Кооператор».
В пляжный футбол Борис Никоноров пришёл в 2012 году, на профессиональном уровне дебютировал в составе только что созданного клуба «Подводник» (Ярославль). После трёх лет выступления за клуб из Ярославля в 2015 году перешёл в состав клуба «Джокер» из Новосибирска.
В 2016 году пополнил состав клуба «Золотой» из Санкт-Петербурга.
В 2017 году перешёл в состав столичного клуба «Локомотив», в том же году выиграл золотые медали чемпионата России. В 2020 году повторил успех 2017 года в составе железнодорожников, став двукратным чемпионом России и лучшим бомбардиром турнира, обновив рекорд чемпионатов страны. Рекордный 33-й гол был забит им в финале за минуту до окончания основного времени матча и стал для команды «золотым». В 2021 году стал победителем клубного чемпионата мира за Локомотив, став лучшим бомбардиром и игроком турнира.
Дебютировал в составе национальной сборной в 2016 году в Евролиге, где вместе со сборной завоевал бронзовые медали. В 2017 году стал победителем Евролиги. В 2018 году стал серебряным призёром Межконтинентального кубка. В 2019 году завоевал бронзовую медаль Чемпионата мира.
В 2021 году Никоноров стал чемпионом мира в составе национальной сборной, завоевавшей золотые медали на проходившем в Москве чемпионате мира по пляжному футболу. Свою победу футболист посвятил отцу. Также в 2021 году выиграл золото Межконтинентального кубка и был признан лучшим игроком турнира.
В июне 2023 года с отличием окончил Российский международный олимпийский университет.

## Достижения
- Чемпион мира по пляжному футболу 2021 года[10].
- Бронзовый призёр Чемпионата мира по пляжному футболу: 2019
- Победитель Межконтинентального кубка по пляжному футболу: 2021
- Победитель Евролиги: 2017
- Серебряный призёр Межконтинентального кубка: 2018
- Серебряный призёр Всемирных пляжных игр: 2019
- Чемпион России по пляжному футболу: 2017[2], 2020.
- Победитель Кубка Евразии: 2011

## Стиль
Будучи поклонником Криштиану Роналду, Никоноров празднует голы в стиле португальца.

## В медиафутболе
В апреле 2023 года стало известно, что Борис Никоноров стал членом медиафутбольной команды «Титан».